# 디지몬 비트브레이크
《디지몬 비트브레이크(일본어: デジモンゴーストゲーム, Digimon Beatbreak)》는 도에이 애니메이션에서 제작한 TV 애니메이션으로, 신 디지털 몬스터의 3번째 작품이다. 2025년 10월 5일부터 후지 TV에서 방영할 예정이다.

## 개요
「DIGIMON CON 2025」이 2025년 3월 20일,공식 YouTube 채널에서 전달되어 완전 신작 TV 애니메이션 「DIGIMON BEATBREAK」(디지몬 비트브레이크)가 제작되는 것이 발표되었다. TV 시리즈 10번째 작품이 되어 2025년 10월부터 방송되어 디지몬의 신작 텔레비전 애니메이션은 「디지몬 고스트 게임」(2021 ~ 2023) 방송 이래, 2년만이 된다.

## 등장인물

### 골든 던
- 텐마 토모로우(일본어: 天馬 トモロウ)

성우 : 이리노 미유
본 작품의 주인공. 고등학교 1학년. 16세.
- 사쿠야 레이나(일본어: 咲夜 レーナ)

성우 : 쿠로사와 토모요
골든 던의 총잡이 16살.
- 쿠온지 마코토(일본어: 久遠寺 マコト)

성우 : 세키네 아리사
골든 던의 분석 담당 10살.
- 사와시로 쿄우(일본어: 沢城 キョウ)

성우 : 아자카미 요헤이
골든 던의 리더. 22세.

### 파트너 디지몬
- 겟코몬(일본어: ゲッコーモン)

성우 : 한 메구미
토모로우의 파트너 디지몬.
- 프리스티몬(일본어: プリスティモン)

성우 : 타무라 무츠미
레이나의 파트너 디지몬.
- 키로프몬(일본어: キロプモン)

성우 : 쿠노 미사키
마코토의 파트너 디지몬.
- 무라사메몬(일본어: ムラサメモン)

성우 : 하마노 다이키
쿄우의 파트너 디지몬.